# Victor Jung
Victor Pontus Jung, född 1845 i Rommele socken i dåvarande Älvsborgs län, död 24 januari 1897 i Helsingborg, var en svensk filolog och skolman. Han var far till Torsten, Erik, Helge, Märta och Ivar Jung.
Jung blev filosofie doktor vid Lunds universitet 1871 på avhandlingen Om kejsar Claudius Julianus, blev 1873 adjunkt vid högre elementarläroverket i Lund, 1877 lektor i latin och grekiska vid högre allmänna läroverket i Malmö och 1895 rektor vid högre allmänna läroverket i Helsingborg.
Han var gift med Maria Emilia Levan (1853–1931). Utöver de ovannämnda barnen föddes även sonen Einar (1882–1901). Makarna Jung är begravda på Sankt Pauli mellersta kyrkogård i Malmö.